# Gröbers

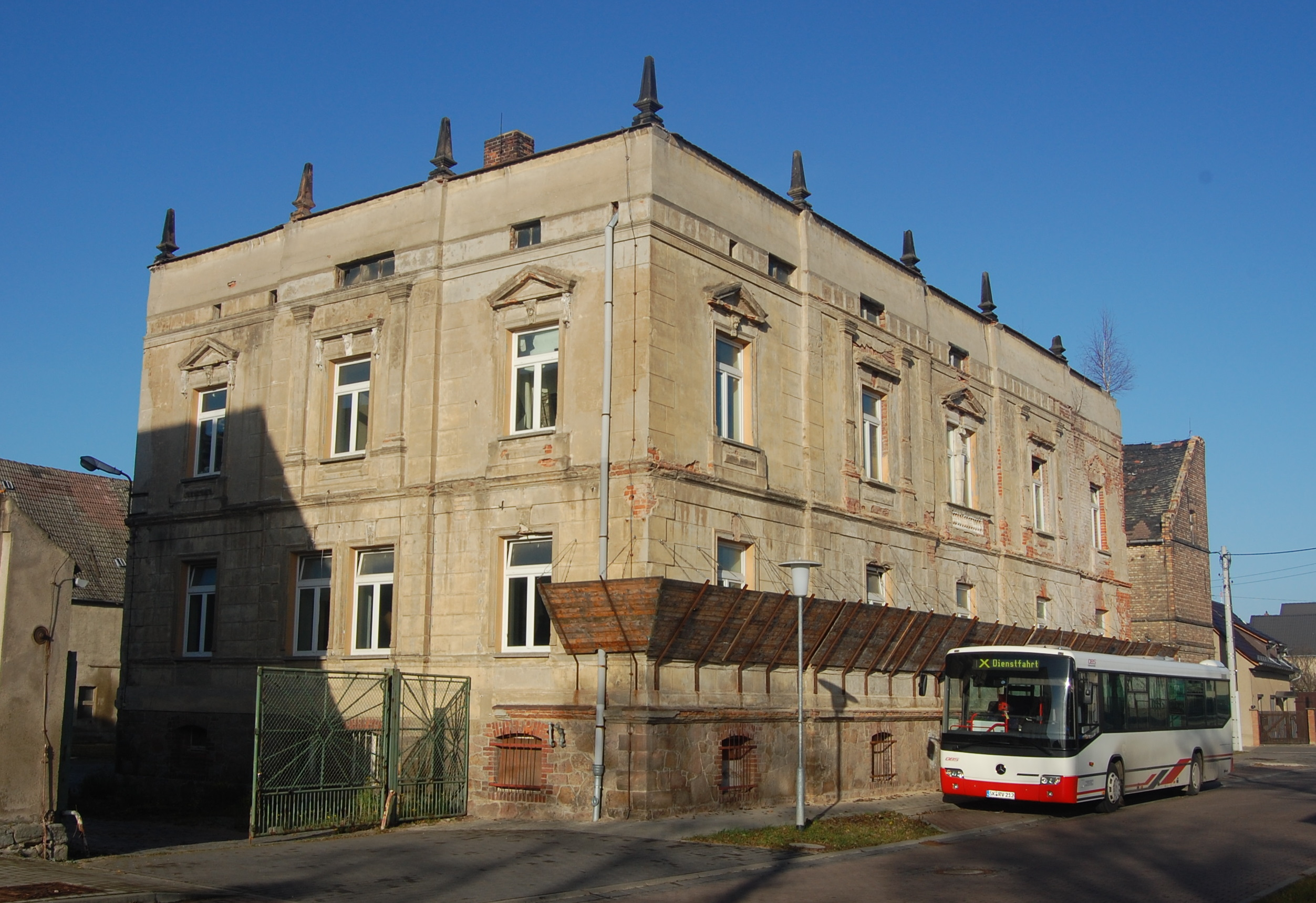
Gutshaus Gröbers

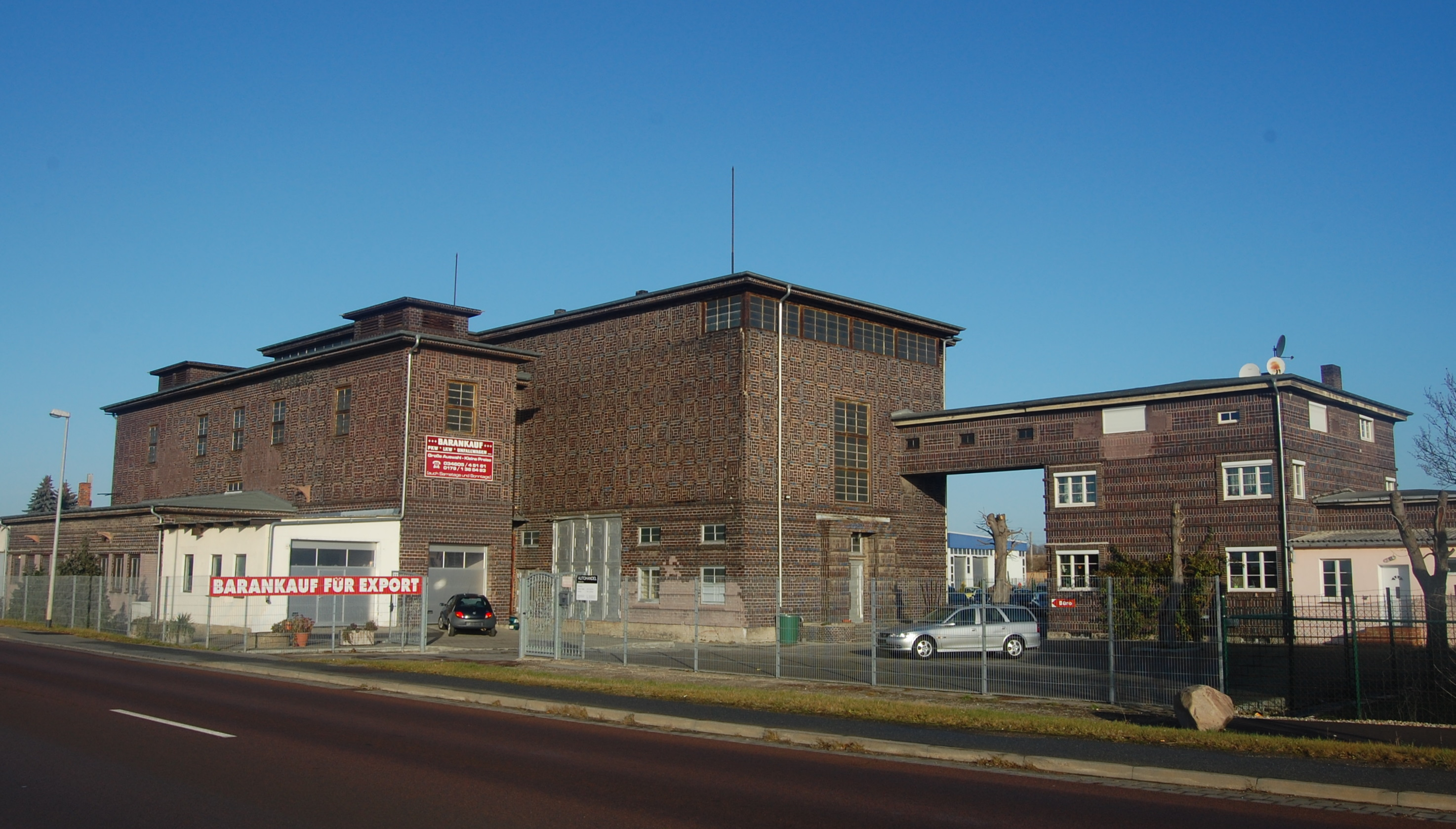
Umspannwerk Gröbers

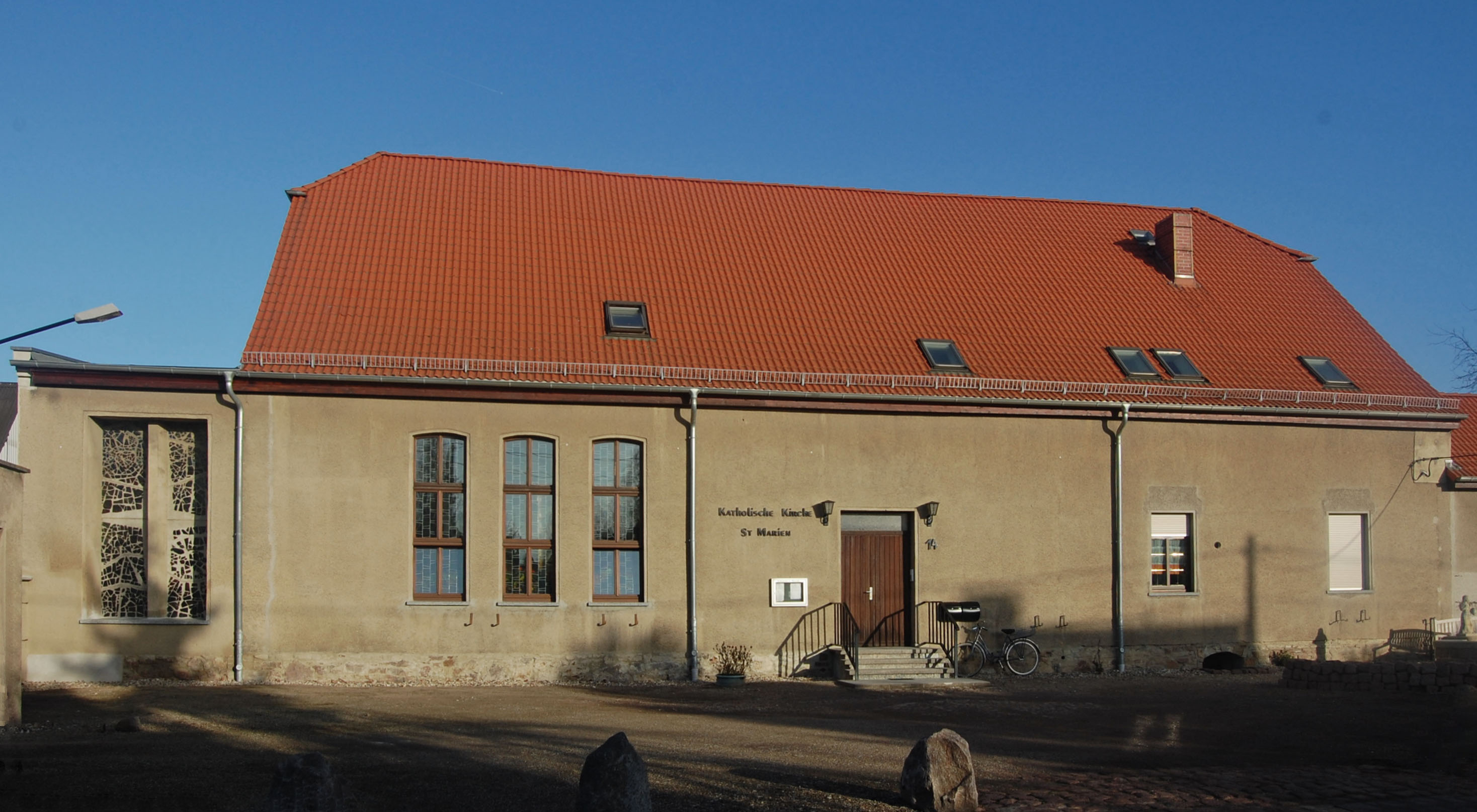
Sankt-Marien-Kirche

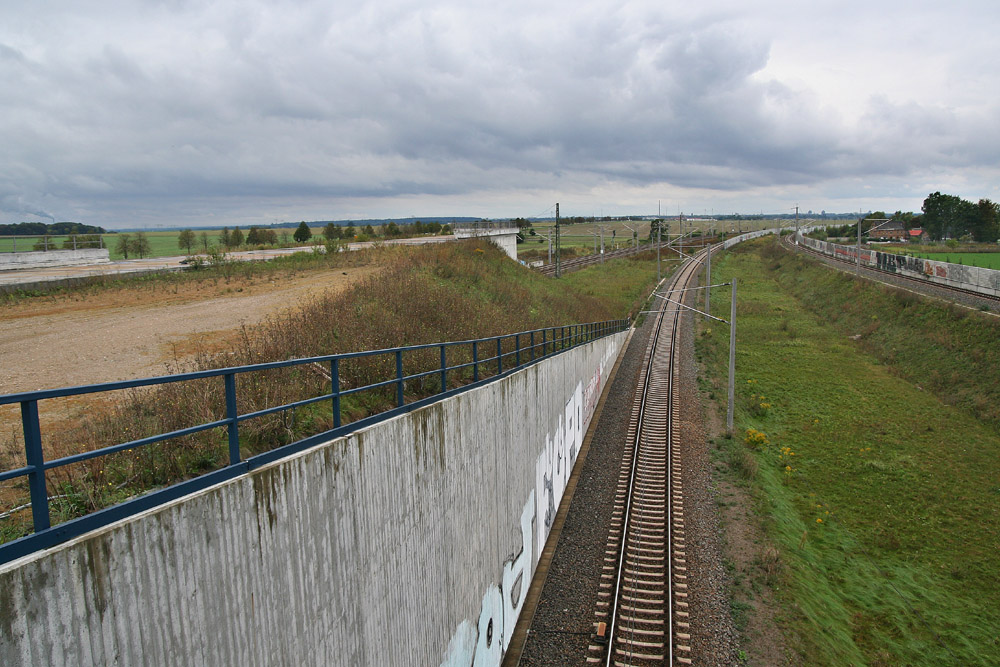
Eisenbahnstrecken bei Gröbers

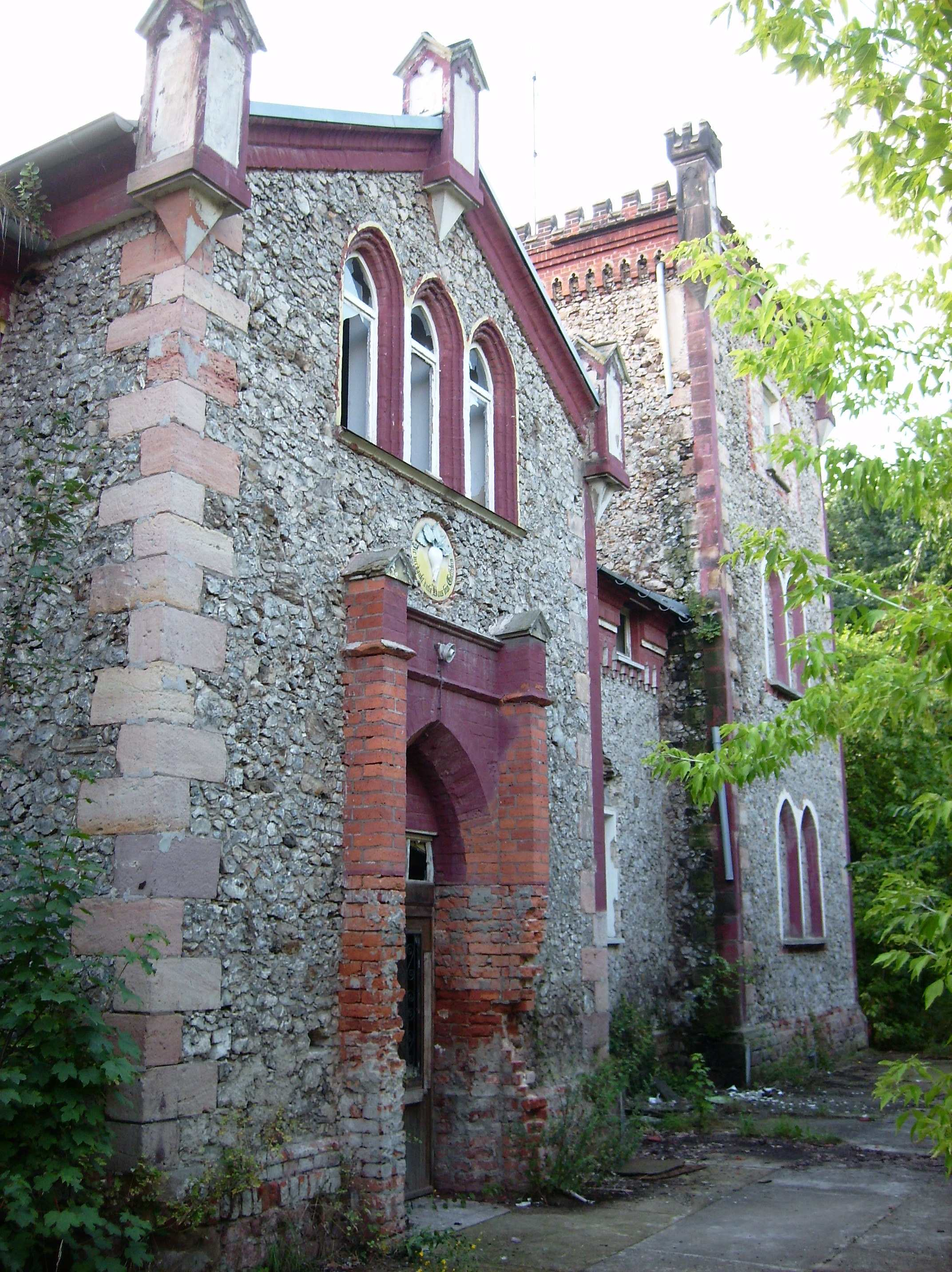
Villa Knauer

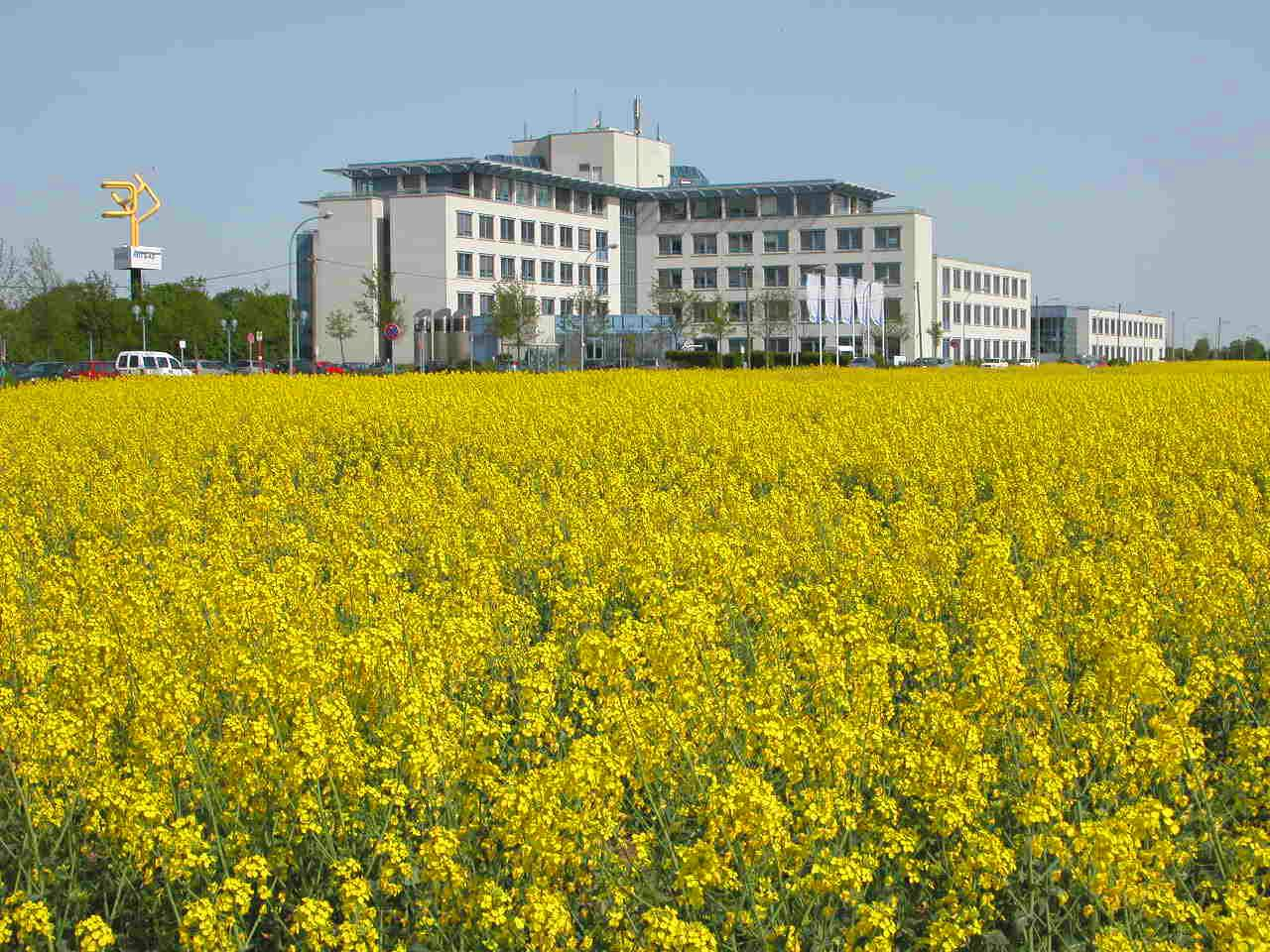
Hauptverwaltung der MITGAS

Gröbers ist ein Ortsteil der Gemeinde Kabelsketal im Saalekreis in Sachsen-Anhalt und Sitz der Gemeindeverwaltung. Zur Ortschaft Gröbers gehören die Ortsteile Benndorf (mit Bennewitz und Proitz), Gottenz, Gröbers, Osmünde und Schwoitsch.

## Geografische Lage
In der ehemaligen Gemeinde Gröbers leben etwa 2560 Einwohner. Insgesamt ist Gröbers durch seine Lage zwischen den nahegelegenen Ballungsräumen Halle (Saale) und Leipzig geprägt. Von Ost nach West fließt die Kabelske durch Gröbers. Im Ort bestehen in fünf Gartensparten insgesamt annähernd 600 Kleingartenparzellen.

## Geschichte
Eine erste urkundliche Erwähnung Gröbers ist aus dem Jahr 1182 überliefert. Gröbers gehörte zum Amt Giebichenstein im Saalkreis des Erzstifts Magdeburg. 1680 kam dieses als Herzogtum Magdeburg unter brandenburg-preußische Herrschaft. In der Zeit napoleonischer Besatzung (1807–1813) wurde der Ort dem Kanton Dieskau im Distrikt Halle (Departement der Saale) des Königreichs Westphalen zugeordnet.
Bei der politischen Neuordnung nach dem Wiener Kongress 1815 wurde Gröbers im Jahr 1816 dem Regierungsbezirk Merseburg der preußischen Provinz Sachsen angeschlossen und dem Saalkreis zugeordnet.
Die Eröffnung der Eisenbahnstrecke Halle-Leipzig und des Bahnhofs Gröbers erfolgte am 18. August 1848. Zum 1. April 1938 erfolgte die Eingemeindung von Osmünde und Schwoitsch nach Gröbers. Am 1. Juli 1950 wurden die bis dahin selbständigen Orte Benndorf und Gottenz nach Gröbers eingemeindet.
Im Herbst 1990 wurde ein Bebauungsplan für ein Gewerbegebiet aufgestellt. Die entsprechenden Erschließungsarbeiten begannen 1992. Ab 1995 entstand ein neues Wohngebiet. Ein Ausbau der Eisenbahnanlagen erfolgte ab 1998. Es entstand ein Verschiebebahnhof für Güterverkehr. Gröbers wurde ein wichtiger Knotenpunkt für die ICE-Strecke Erfurt-Leipzig-Berlin. Am 1. Januar 2004 wurde Gröbers gemeinsam mit Dieskau, Dölbau und Großkugel zur Einheitsgemeinde Kabelsketal zusammengeschlossen.

## Wappen
| | Blasonierung: „In Silber ein steigendes schwarzes Pferd vor einem blauen, schräglinken Wellenbalken.“ |
| Wappenbegründung: Die Farben des Ortes sind Schwarz - Weiß (Silber). Der Wellenbalken soll die Kabelske (Bach) darstellen. Das Pferd ist einem Siegel, aus alten Unterlagen der Gemeinde entnommen und deutet darauf hin, dass hier früher die Pferdezucht große Bedeutung hatte. Das Wappen wurde am 22. November 1993 durch das Regierungspräsidium Halle genehmigt. | |

## Politik
Ortsbürgermeister von Gröbers ist Patrick Sander (CDU). Im siebenköpfigen Ortschaftsrat sind die Unabhängigen Wähler Kabelsketal (UWK), die CDU sowie die Alternative für Deutschland mit jeweils zwei Mitgliedern und die Die Linke mit einem Mitglied vertreten.

## Vereine und Bürgerschaft
In Gröbers besteht der Sportverein SV Eintracht Gröbers sowie die Freiwillige Feuerwehr Gröbers. Ortsbürgermeister ist Reinhard Stahl (Stand 2011).

## Bauwerke
In Gröbers befindet sich die 1857 entstandene Villa Knauer. Ebenfalls unter Denkmalschutz sind das Gutshaus Gröbers, das stillgelegte Umspannwerk Gröbers, die Villa Hallesche Straße 16, die Villa Leipziger Straße 3, die Villa Lindenstraße 10 und das Wohnhaus Lindenstraße 18. Sehenswert ist auch die katholische St.-Marien-Kirche, die zur Zeit der DDR in der ehemaligen Bahnhofsgaststätte eingerichtet wurde.

## Wirtschaft
Gröbers ist Sitz der MITGAS Mitteldeutsche Gasversorgung GmbH.

## Verkehr
Nördlich von Gröbers verläuft die Bundesautobahn 14, südlich des Ortskerns die Bundesstraße 6. Von Nord nach Süd führt die Landstraße 168 von Queis nach Raßnitz durch Gröbers.
Am 22. März 1990 kam es im Bahnhof Gröbers durch einen Fehler des Fahrdienstleiters zu einem schweren Frontalzusammenstoß zwischen einem wartenden Personenzug und einem durchfahrenden Schnellzug (5 Tote, 38 Verletzte).
Durch den Ort führen die Eisenbahnstrecken 6403 Magdeburg–Leipzig und 5919 Eltersdorf–Leipzig, außerdem endet hier die S-Bahn-Strecke 6053 Halle–Gröbers. Die beiden Fernstrecken sind im Bahnhof so miteinander verknüpft, dass Züge in beiden Richtungen zwischen den Strecken wechseln können. Die S-Bahn-Strecke von Halle ist in die Strecke 6403 in Richtung Leipzig eingebunden. Der einzige Bahnsteig des Bahnhofs Gröbers ist ein Inselbahnsteig zwischen den S-Bahn-Gleisen.

## Persönlichkeiten
In Gröbers wurden der Arzt und für die Wandervogelbewegung prägende Hans Breuer (1883–1918) sowie der Landwirt Arthur Schurig (1869–1932) geboren.
Der Biologe und Pädagoge Otto Schmeil (1860–1943) besuchte in Gröbers zeitweise die Dorfschule. Der Landwirt, Agrarwissenschaftler und Rübenzuckerfabrikant Ferdinand Knauer (1824–1889) verstarb in Gröbers. Für ihn war die Villa Knauer errichtet worden.
Von 1995 bis 2002 war der CDU-Politiker Torsten Koch Bürgermeister der Gemeinde Gröbers.